# Curt Lundmark
Curt "Curre" Lundmark (ur. 9 września 1944 w Byske) – szwedzki hokeista grający na pozycji obrońcy, trener, komentator sportowy.

## Kariera
Curt Lundmark w trakcie kariery sportowej reprezentował barwy występujących w Division 1 AIK Skellefteå (1961–1962) i IK Västerås (1968–1975), a także występującego w Division 2 IFK Kiruna (1963–1968).
W trakcie kariery sportowej zyskał pseudonim Curre.

## Kariera trenerska
Curt Lundmark po zakończeniu kariery sportowej rozpoczął karierę trenerską. W latach 1985–1989 był trenerem HV71, następnie w latach 1990–1992 był asystentem selekcjonera Conny'ego Evenssona w Reprezentacja Szwecji w hokeju na lodzie mężczyzn, po którym przejął stanowisko. Pod jego wodzą drużyna Trzech Koron zdobyła mistrzostwo olimpijskie 1994 w Lillehammer po wygranej 27 lutego 1994 roku na Håkons Hall w finale z reprezentacją Kanady 3:2 po dogrywce, a także dwukrotnie wicemistrzostwo świata (1993, 1995) oraz 3. miejsce na mistrzostwach świata 1994 we Włoszech, po wygranej 8 maja 1994 roku w Mediolanie w decydującym meczu z reprezentacją Stanów Zjednoczonych 7:2. Z funkcji selekcjonera drużyny Trzech Koron odszedł w 1995 roku.
Następnie w latach 1995–1996 trenował niemiecki BSC Preussen, a w latach 1996–1998 fiński Jokerit Helsinki, z którym w sezonie 1996/1997 zdobył najpierw trofeum pamiątkowe Harry’ego Lindbladina za zwycięstwo w fazie zasadniczej w SM-liiga, potem mistrzostwo Finlandii po wygranej rywalizacji w finale z Turun Palloseura 3:0, natomiast w sezonie 1997/1998 zajął 3. miejsce po wygranej decydującej rywalizacji z Kiekko-Espoo 3:0.
W latach 1998–2000 trenował IK Västerås, a w sezonie 2004/2005 IF Leksands awansował do Elitserien.

## Sukcesy

### Trenerskie
Reprezentacja Szwecji
- Mistrzostwo olimpijskie: 1994
- Wicemistrzostwo świata: 1993, 1995
- 3. miejsce na mistrzostwach świata: 1994

Jokerit Helsinki
- Mistrzostwo Finlandii: 1997
- 3. miejsce w SM-liiga: 1998
- Trofeum pamiątkowe Harry’ego Lindbladina: 1997

IF Leksands
- Awans do Elitserien: 2005

## Praca w telewizji
Cund Lundmark był również komentatorem-ekspertem w stacji SVT, pracując zwykle w parze z Åsą Edlundem Jönssonem lub Staffanem Lindeborgiem.